# 니시이쿠치촌
니시이쿠치촌(일본어: 西生口村)은 히로시마현 도요타군에 있던 정이다. 북쪽에 접하는 세토다정과 합병해 새로운 세토다정이 되었고, 지방 자치체로서의 역사를 마감했다. 세토다정은 이후 주변의 정촌과 합병한 후 헤세 대합병에서 오노미치시와 합병하였으며, 현재는 오노미치시의 남서쪽 끝에 해당한다.